# Austrolimnophila (Austrolimnophila) lambi
Austrolimnophila (Austrolimnophila) lambi is een tweevleugelige uit de familie steltmuggen (Limoniidae). De soort komt voor in het Australaziatisch gebied.